# Semois
Semois (również Semoy, niem. Sesbach, waloński: Simwès) – rzeka w Ardenach, przepływająca przez Belgię i Francję.

## Przebieg rzeki
Źródło Semois znajduje się w Arlon, w prowincji Luksemburg w południowej Belgii, niedaleko od granicy z Luksemburgiem. Płynie w zachodnim kierunku. Po 26 km wpływa do Francji. Ostatecznie wpływa do Mozy. Ważniejszymi punktami na jej trasie są miejscowości: Chiny, Florenville, Herbeumont, Bouillon, Bohan oraz Vresse sur Semois.

## Etymologia nazwy
Nazwa Semois posiada germańską etymologię; jest to zlepek dwóch słów: sache, oznaczające „kamień”, oraz mari oznaczające „wodę”. Nazwa zmieniała się na przestrzeni wieków; funkcjonowała ona m.in. w formach Sesomirs (664), Sesmarus (950), Sesmoys (1104) oraz Sesmoir (1244).
Nazwa Semois może się odnosić również w stosunku do charakterystycznego gatunku tytoniu, rosnącego w okolicach rzeki.